# Ion Fury
Ion Fury (anciennement Ion Maiden) est un jeu vidéo de tir à la première personne cyberpunk sorti en 2019, développé par Voidpoint et édité par 3D Realms. C'est un préquel du jeu vidéo Bombshell de 2016. Ion Fury tourne sur une version modifiée du moteur de jeu Build de Ken Silverman et est le premier jeu commercial original à utiliser ce moteur de jeu depuis 20 ans, le précédent étant World War II GI.

## Trame
Dans Ion Fury, le joueur joue le rôle de Shelly "Bombshell" Harrison, un expert en déminage aligné avec la Global Defence Force. Le Dr Jadus Heskel, le chef d'une secte transhumaniste, déchaîne une armée de soldats cybernétiquement améliorés sur la ville dystopique futuriste de Neo DC, que Shelly est chargée de combattre.

## Développement
Ion Fury est construit sur EDuke32, une catégorie de moteur de construction qui prend en charge les systèmes d'exploitation modernes tout en implémentant une gamme plus large de fonctionnalités. Le code source d'Ion Fury fait partie du port source EDuke32.

## Accueil
Ion Fury a reçu des critiques positives avec une moyenne de 78 sur Metacritic.
IGN a donné au jeu un score de 7,5 / 10, le qualifiant de «véritable retour en arrière à Duke Nukem 3D qui est certes un hommage mais ne peut pas tout à fait le détrôner». Chris Capel de PCGamesN l'a qualifié de "probablement le meilleur jeu utilisant le moteur Build de tous les temps" et de "stimulant, drôle, intelligemment conçu et incroyablement attrayant". Alex Santa Maria de GameRevolution l'a appelé "une version mise à jour de Duke Nukem 3D qui va au-delà de la nostalgie pour devenir l'un des meilleurs jeux de tirs à la première personne de mémoire récente.". Javy Gwaltney de Game Informer l'a appelé "tout ce que je voulais d'une version modernisée des jeux de tir arcadey des années 90. Le mouvement parfait, la variété d'ennemies, les armes créatives et la conception de niveaux fantastiques contribuent à une superbe campagne de tir" .
Ion Fury a remporté le prix Player's Choice Indie of the Year 2019 sur l'IndieDB,.